# Alfred Gonti Pius Datubara
Alfred Gonti Pius Datubara OFMCap (ur. 12 lutego 1934 w Lawe Bekung) – indonezyjski duchowny katolicki, biskup pomocniczy 1975-1976 i arcybiskup Medan 1976-2009.

## Życiorys
Święcenia kapłańskie otrzymał 22 lutego 1964.
5 kwietnia 1975 papież Paweł VI mianował go biskupem pomocniczym Medan, ze stolicą tytularną Novi. 29 czerwca 1975 z rąk kardynała Justinus Darmojuwono przyjął sakrę biskupią. 24 maja 1976 mianowany arcybiskupem Medan. 12 lutego 2009 ze względu na wiek złożył rezygnację z zajmowanej funkcji.